# Карусель (фільм, 1970)
«Карусель» (рос. «Карусель») — радянський художній фільм 1970 року, знятий на кіностудії «Мосфільм».

## Сюжет
Сатирична комедія знята за ранніми розповідями та записними книжками А. П. Чехова: «Вдячний», «Цинік», «Роман з контрабасом», «Про шкоду тютюну», «Поленька», «Тоска», «Розмазня», «Жінка без забобонів».

## У ролях
- Всеволод Абдулов — студент
- Володимир Басов —  Смичков
- Наталія Воробйова —Ċ  Бібулова
- Євген Леонов —  Іван Іванович Нюхін
- Іван Лапиков —  Іона Потапов, візник
- Павло Павленко —  Іван Петрович
- Валентина Титова —  Марія Семенівна
- Віктор Сергачёв —  Міша Бобов
- Олена Корольова —  Поленька, модистка
- Леонід Куравльов —  Микола Тимофійович, прикажчик
- Юрій Волинцев —  Сюсін
- Микола Сергєєв —  старий диригент
- Ігор Кашинцев —  письменник
- В'ячеслав Тихонов —  голова будинку
- Жанна Болотова —  Юлія Василівна, гувернантка
- Софія Гаррель —  мати Анатоля
- Лев Поляков —  Анатоль

## Знімальна група
- Режисер — Михайло Швейцер
- Сценарист — Михайло Швейцер
- Оператор — Герман Лавров
- Композитор — Ісаак Шварц
- Художник — Абрам Фрейдін